# Rhionaeschna peralta
Rhionaeschna peralta – gatunek ważki z rodziny żagnicowatych (Aeshnidae).

## Występowanie
Występuje w górach Ameryki Południowej – w Peru i zachodniej Boliwii; w 2009 roku po raz pierwszy stwierdzony w Kolumbii. Występuje na mokradłach oraz w zaroślach.